# Stazione di Colico
La stazione di Colico è una stazione ferroviaria posta sulla linea Tirano-Lecco, e punto d'origine della linea per Chiavenna. Serve l'omonimo comune.

## Strutture ed impianti

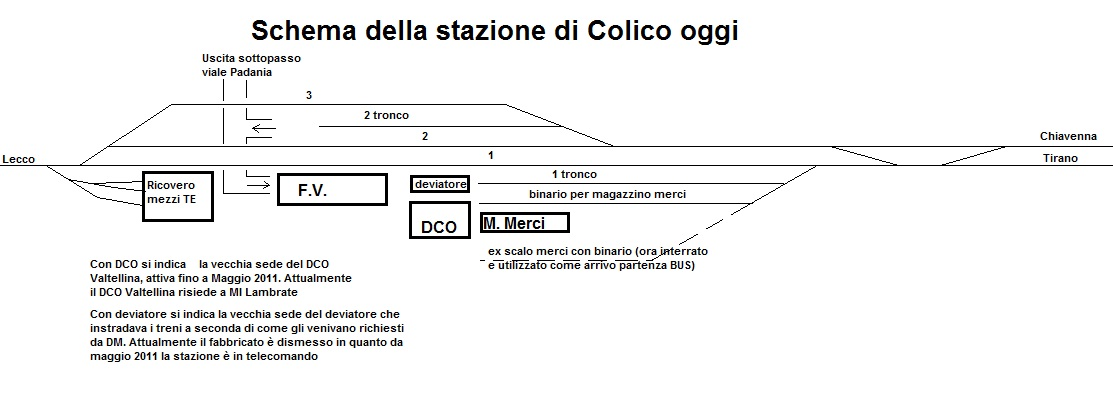
In schema, come si presenta oggi la Stazione

Il fabbricato viaggiatori è una struttura su due livelli – di cui solo il piano terra è fruibile da parte dei viaggiatori – tinteggiata di giallo. La struttura del fabbricato è molto semplice, a sette archi e di pianta rettangolare.
Accanto al fabbricato viaggiatori è presente un altro fabbricato, anch'esso a due piani ma di dimensioni ridotte, che ospita il bar della stazione.
Il piazzale si compone di tre binari passanti e di due binari tronchi, questi ultimi utilizzati per i servizi Colico-Chiavenna. Tutti i binari sono serviti da marciapiedi dell'altezza di 55 centimetri, standard europeo.
Il piazzale in tutto è composto da 15 binari.
La stazione è stata interessata da interventi di potenziamento che hanno comportato l'installazione di moderne pensiline in acciaio e vetro, ritinteggiatura della stazione e del sottopassaggio e installazione di nuovi altoparlanti all'interno della stazione (atrio e sala d'attesa); i lavori sono stati iniziati nel 2012 ed ultimati nel 2016.

## Movimento
La stazione è servita da treni regioexpress della direttrice RE8 Milano-Monza-Lecco-Colico-Sondrio-Tirano con cadenze ad ogni ora e da treni regionali della direttrice R13 Lecco-Colico-Sondrio (solo nei giorni festivi alcune corse vengono prolungate fino alla stazione di Milano Porta Garibaldi) è, inoltre luogo di origine della linea regionale R11 per Chiavenna, svolti da Trenord nell'ambito del contratto di servizio stipulato con la Regione Lombardia.

## Servizi
- Biglietteria a sportello
- Biglietteria automatica
- Annuncio sonoro arrivo e partenza treni in italiano e inglese
- Sala d'attesa con monitor per le partenze dei treni
- Servizi igienici
- Posto di primo soccorso
- Bar
- Parcheggio auto, moto e biciclette
- Sottopassaggio

## Interscambi
- Bus - linea Urbana (Colico-Frazioni-Colico)
- Bus - linea C10 (Colico-Menaggio-Como)
- Bus - linea A10 (Colico-Morbegno)
- Taxi

## Curiosità
Negli ultimi anni '90 vi effettuava fermata il "Treno della Neve", che in periodo invernale collegava Napoli Centrale con Tirano.